# Cantonul Moissac-2
Cantonul Moissac-2 este un canton din arondismentul Castelsarrasin, departamentul Tarn-et-Garonne, regiunea Midi-Pyrénées, Franța.

## Comune
- Lizac
- Moissac (parțial)
- Montesquieu